# ミッチェル・ネトラバリ・フィルター
ミッチェル・ネトラバリ・フィルター (Mitchell-Netravali フィルター) またはBC-スプラインは主にコンピューターグラフィックスで用いられる再構成フィルター群である。利用例としてはラスタ―画像のアンチエイリアスや拡大縮小などが挙げられる。3次スプラインに含まれるため、画像処理プログラムではバイキュービック・フィルターと呼ばれることもある。

## 定義

パラメーターが (1/3, 1/3) の Mitchell-Netravali フィルターのグラフ

Mitchell-Netravali フィルターは再構成フィルターのアーティファクトについて調べるために設計された。区分的3次フィルターであり、幅1ピクセルの4つの台を持つ。不連続曲線などの不適切なフィルターを除くと、Mitchell-Netravali フィルターの性質を特徴付ける2つのパラメーター {\displaystyle B} と {\displaystyle C} が残る。Mitchell-Netravali フィルターは次のように定義される:
{\displaystyle k(x)={\frac {1}{6}}{\begin{cases}{\begin{array}{l}(12-9B-6C)|x|^{3}+(-18+12B+6C)|x|^{2}\\\qquad +(6-2B)\end{array}}&{\text{, }}|x|<1{\text{の場合}}\\{\begin{array}{l}(-B-6C)|x|^{3}+(6B+30C)|x|^{2}\\\qquad +(-12B-48C)|x|+(8B+24C)\end{array}}&{\text{, }}1\leq |x|<2{\text{の場合}}\\0&{\text{その他の場合}}\end{cases}}}
分離 (separation) を用いて、Mitchell-Netravali フィルターの2次元版を作ることもできる。その場合、2次元フィルターは1次元フィルターによる補間を縦横の2回行うことで置き換えられる。1次元の場合、ピクセル値 {\displaystyle P(d)} をその周辺の4つのピクセルの値 {\displaystyle P_{0}}, {\displaystyle P_{1}}, {\displaystyle P_{2}}, {\displaystyle P_{3}} を用いて表すと
{\displaystyle {\begin{aligned}P(d)&\textstyle =\left((-{\frac {1}{6}}B-C)P_{0}+(-{\frac {3}{2}}B-C+2)P_{1}+({\frac {3}{2}}B+C-2)P_{2}+({\frac {1}{6}}B+C)P_{3}\right)d^{3}\\&\textstyle +\left(({\frac {1}{2}}B+2C)P_{0}+(2B+C-3)P_{1}+(-{\frac {5}{2}}B-2C+3)P_{2}-CP_{3}\right)d^{2}\\&\textstyle +\left((-{\frac {1}{2}}B-C)P_{0}+({\frac {1}{2}}B+C)P_{2}\right)d\\&\textstyle +{\frac {1}{6}}BP_{0}+(-{\frac {1}{3}}B+1)P_{1}+{\frac {1}{6}}BP_{2}\\\end{aligned}}}
となる。ただし、{\displaystyle P} は {\displaystyle P_{1}} と {\displaystyle P_{2}} の間に位置し、{\displaystyle d} は {\displaystyle P_{1}} と {\displaystyle P} の距離である。

### 特殊な場合

Mitchell-Netravali フィルターで再構成した画像の主観的評価。破線は開発者が推奨するパラメーターを示す。

パラメーター B と C の選び方によって違ったアーティファクトが発生しうる (図を参照)。開発者が推奨する値の組み合わせは {\displaystyle B+2C=1} で、特に {\displaystyle \textstyle B=C={\frac {1}{3}}} である。
特定のパラメーターの組み合わせで、既知の3次スプラインを表せる:
- B=1, C=0 は3次 B-スプライン である (Paint.NETなどでバイキュービック・フィルターとして用いられている)
- B=0 は Cardinal Spline である
- B=0, C=0.5 は Catmull-Rom spline である (GIMPなどでバイキュービック・フィルターとして用いられている)

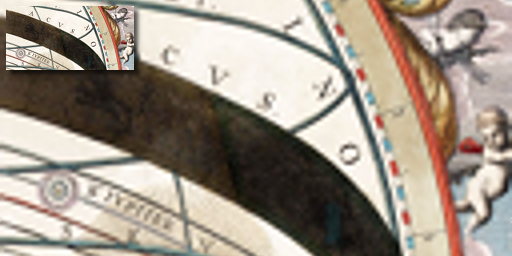
GIMPのバイキュービック・フィルター (B=0, C=0.5) と拡大図

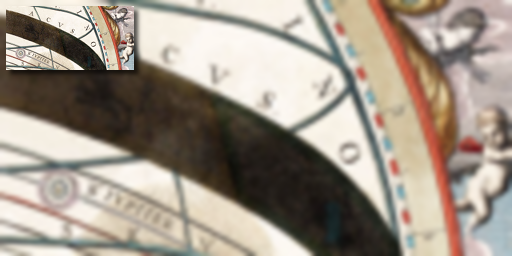
Paint.NETのバイキュービック・フィルター (B=1, C=0) と拡大図